# Kristián Chalupa
Kristián Chalupa (* 17. června 1950, Ostrava) je český novinář a spisovatel.

## Život
Narodil se v Ostravě. Do roku 1972 žil v Kopřivnici a pak přesídlil do Brna. Pracoval mj. jako skladový či stavební dělník. V 80. letech byl téměř sedm roků kulisákem v Mahenově divadle v Brně. V letech 1985 až 1988 pracoval v náboru a v propagaci Satirického divadla Večerní Brno. Později působil i v propagaci soukromé firmy. Na brněnské univerzitě vystudoval psychologii.
Vzdělání si později rozšířil v mimořádném a postgraduálním studiu na JAMU a na katedře divadelní vědy filozofické fakulty. Absolvoval i doplňkové studium na Ekonomicko-správní fakultě Masarykovy univerzity. V závěru 80. let 20. století začal pracovat jako novinář – v brněnské redakci Lidové demokracie, později přešel do Lidových novin a pak do deníku Denní Telegraf. Spolupracoval s řadou dalších médií, včetně Českého rozhlasu, deníku Rovnost či rakouského týdeníku Die Furche.
V roce 1999 se stal tiskovým mluvčím Úřadu pro ochranu hospodářské soutěže, následně ředitelem odboru vnějších vztahů. Absolvoval stáže v Süddeutsche Zeitung, Bundestagu a v německém soutěžním úřadu Bundeskartellamt. V dubnu 2008 převzal ocenění od společnosti Westminster. Za doby jeho působení byl ÚOHS vyhodnocen ze 40 orgánů státní správy jako třetí nejlépe komunikující instituce v České republice. Až do konce svého působení v této instituci redigoval Informační listy ÚOHS. Je spoluautorem i dalších publikací. Po odchodu z ÚOHS v roce 2013 publikoval rozhovory, komentáře a fejetony na webech HlídacíPes, tiscali.cz, Armádní noviny, Brnožurnál či Moravské hospodářství.. Na Malé scéně Mahenovy činohry a v cestovatelském klubu brněnského hotelu Amphone moderoval vlastní pořad s názvem S Kristiánem na téma.